# Guillermo Pintos
Guillermo Pintos fue un funcionario, economista y marino argentino que sirvió en la armada de su nación a fines del siglo XIX.

## Biografía
Guillermo Pintos nació en la ciudad de Buenos Aires el 31 de julio de 1854.
Tras dedicarse en su juventud a la tipografía, ingresó a la Armada Argentina en calidad de aspirante e integró la Plana Mayor del bergantín goleta Coronel Rosales, buque insignia de la Escuadrilla del Sur en la campaña emprendida al mando de Martín Guerrico en aguas del Atlántico Sur a fines de 1872 y comienzos de 1873.
En 1878 revistaba con el grado de subteniente. Fue uno de los fundadores del Centro Naval (4 de mayo de 1882), cuya primera Comisión Directiva integró como vocal.
Fue dado de baja el 21 de julio de 1883 por motivos de salud pero fue luego designado vocal en la Intendencia de Marina, puesto que mantuvo hasta 1905.
En enero de 1892 fue designado cónsul general argentino en Chile, cargo que desempeñó hasta junio de 1896. Fue asimismo secretario administrativo de la Policía Federal bajo la dirección del coronel Ramón Lorenzo Falcón, a cargo de esa fuerza entre 1906 y 1909.
Muy versado en cuestiones financieras, colaboró con varios diarios y revistas, participó en congresos nacionales y extranjeros y escribió varias obras relacionadas con la materia, entre ellas Unidad monetaria internacional, Unión aduanera latinoamericana y otros ensayos (1916) y Treinta años de protección excesiva (1917). Fue miembro honorario del Golden Club de Londres.
Falleció en la ciudad de Buenos Aires el 1 de octubre de 1924.